# Ceratinia tarapotis
Ceratinia tarapotis är en fjärilsart som beskrevs av Richard Haensch 1909. Ceratinia tarapotis ingår i släktet Ceratinia och familjen praktfjärilar. Inga underarter finns listade i Catalogue of Life.